# Perrou
Perrou település Franciaországban, Orne megyében. Lakosainak száma 325 fő (2022. január 1.). Perrou Champsecret, Domfront en Poiraie és Juvigny Val d'Andaine községekkel határos.

## Népesség
A település népességének változása:
| Lakosok száma | 278  | 271  | 288  | 295  | 307  | 308  | 349  | 350  | 325  |
|               | 2013 | 2015 | 2016 | 2017 | 2018 | 2019 | 2020 | 2021 | 2022 |